# ピーター・マシューズ (考古学者)
ピーター・マシューズ（Peter Mathews、1951年6月12日 - ）は、オーストラリアの考古学者、マヤ文字碑文研究者。

## 略歴
マシューズはオーストラリアのキャンベラで生まれ、アデレードやロサンゼルスなどで育った。カナダのカルガリー大学に入学して、デイヴィッド・H・ケリーにマヤ文字を学んだ。1973年にマール・グリーン・ロバートソンが第1回パレンケ円卓会議を開いたとき、ケリーの勧めによって、まだ学部生だったマシューズは最年少の参加者として円卓会議に加わった。
1975年にカルガリー大学を卒業した後、イェール大学で研究し、1979年に修士、1988年に博士の学位を取得した。
1979年からハーバード大学人類学部で教え、またイアン・グレアムのもとで『マヤ神聖文字碑文集成』の編纂を行った。1987年からカルガリー大学の人類学教授に移った。
マシューズは各地でフィールドワークを行った。1997年にチアパス州のエル・カヨで作業中にチョル族に襲撃され、2日後に救出された。この事件は大きく報道され、ヒストリーチャンネルの番組でも取りあげられた。
1999年にオーストラリアに戻り、ラ・トローブ大学の考古学・碑文学教授に就任した。
マシューズは1984年11月にマッカーサー・フェローに選ばれた。2002年にオーストラリア人文科学アカデミーのフェロー(FAHA)に選ばれた。

## 主な業績
1973年の第1回パレンケ円卓会議で、マシューズはリンダ・シーリーらと共同でパレンケの王統を明らかにした。その後もシーリーと共著で多数の論文・書物を公刊した。
1970年代にベリーズのアルトゥン・ハで発見された耳飾りの銘文中の字を「u tup」（彼の耳飾り）と読み、その後ろに持ち主の名前が続くことを見出した。その後、多くの遺物に記されている銘文が名札であることが明らかになった。
各地の美術館に1960年代に出現した、共通の特徴を持つが出所が不明である遺物をマシューズははじめて研究した。マシューズは遺物の出所を仮に「Q遺跡」(site Q)と呼んだ。その後マヤ文字が解読されると、Q遺跡の碑文に見える人名がほかの碑文に見えないことがわかり、謎が深まった。1997年になってグアテマラのペテン県南西部にあるラ・コロナと名付けられた新発見の遺跡がQ遺跡であることが判明した。
マシューズはいくつかのマヤ関係資料の電子データ化を行っている。
- 教え子の Péter Bíró と共同でオンラインのマヤ文字辞典の作成[13]。
- 古代マヤ人名辞典の作成[14]。
- 古代マヤ年表の作成。